# Anne Sewell Young
Anne Sewell Young (Bloomington, 2 januari 1871 - Claremont, 15 augustus 1961) was een Amerikaanse astronoom. Ze was 37 jaar lang professor in de astronomie aan het Mount Holyoke College in de Verenigde Staten.

## Biografie
Anne Sewell Young werd geboren in Bloomington in de staat Wisconsin op 2 januari 1871. Ze leefde in een familie met een religieuze achtergrond, die een goede reputatie had. Een belangrijk voorbeeld in haar leven was haar oom, Charles A. Young, hoogleraar astronomie aan de Princeton-universiteit.
Young behaalde een Bachelor of Laws aan het Carleton College in Minnesota in 1892. Het college eerde haar met de uitspraak: "Voor haar buitengewone prestaties in astronomisch onderzoek".
In 1906 behaalde ze haar doctoraat aan de Columbia-universiteit, dankzij het onderzoek naar de dubbele open sterrenhoop NGC 884+NGC 889 in het sterrenbeeld Perseus. Ze ontdekte namelijk dat de cluster tweemaal zoveel sterren bevatte dan daarvoor gedacht werd. Ze was een van de weinige vrouwen die in die tijd afstudeerden in een wetenschappelijk gebied. In de jaren 1892 tot 1895 was Young hoogleraar wiskunde aan het Whitman College. Drie jaar later werd ze zelfs directeur van de Hogeschool in St. Charles, Illinois.
In 1898 studeerde Young opnieuw aan de universiteit in Chicago. Toch was haar belangrijkste verwezenlijking dat ze in 1899 naar het Mount Holyoke College ging. Ze werd er directeur van het John Payson Williston Observatorium en het hoofd van de afdeling astronomie, waar ze toezicht hield op een waarnemingsprogramma voor het volgen van zonnevlekken. Ze organiseerde evenementen op de sterrenwacht voor Mount Holyoke-studenten en regelde in 1925 dat de studenten met de trein naar Connecticut konden om een totale zonsverduistering waar te nemen. Deze positie behield ze, tot ze in 1936 met emeritaat ging.
Na haar pensioen in 1936 verhuisde ze met haar zuster naar Claremont, Californië. Young stierf daar op 15 augustus 1961.

## Familie
Anne Sewell Youngs ouders waren Albert Adams Young en Mary (Sewell) Young. Ze had een zuster, genaamd Elizabeth Young.
|  |  | Albert A Young    | Albert A Young    | Albert A Young    | Albert A Young    | Albert A Young    | Albert A Young    |  |  | Mary (Sewell) Young   | Mary (Sewell) Young   | Mary (Sewell) Young   | Mary (Sewell) Young   | Mary (Sewell) Young   | Mary (Sewell) Young   |  |  |  |  |  |  |
|  |  | Albert A Young    | Albert A Young    | Albert A Young    | Albert A Young    | Albert A Young    | Albert A Young    |  |  | Mary (Sewell) Young   | Mary (Sewell) Young   | Mary (Sewell) Young   | Mary (Sewell) Young   | Mary (Sewell) Young   | Mary (Sewell) Young   |  |  |  |  |  |  |
|  |  |                   |                   |                   |                   |                   |                   |  |  |                       |                       |                       |                       |                       |                       |  |  |  |  |  |  |
|  |  |                   |                   |                   |                   |                   |                   |  |  |                       |                       |                       |                       |                       |                       |  |  |  |  |  |  |
|  |  | Anne Sewell Young | Anne Sewell Young | Anne Sewell Young | Anne Sewell Young | Anne Sewell Young | Anne Sewell Young |  |  | Elizabeth Young (zus) | Elizabeth Young (zus) | Elizabeth Young (zus) | Elizabeth Young (zus) | Elizabeth Young (zus) | Elizabeth Young (zus) |  |  |  |  |  |  |

## Bijdragen astronomie
- In 1929 linkte Young de komeet 31P/Schwassmann-Wachmann met een object dat in 1904 verkeerd was geïdentificeerd als de dwergplaneet "Adelaide" (A904 EB).[3]
- Young had een uitgesproken interesse in veranderlijke sterren en correspondeerde hierover met Edward Charles Pickering, directeur van het Harvard College Observatory.
- Ze was een van de acht oprichters van de American Association of Variable Star Observers (AAVSO) en droeg meer dan 6.500 variabele sterrenobservaties bij aan de organisatie. Zij werd gekozen tot president van de organisatie in 1923.